# Euproctis parallelaria
Euproctis parallelaria är en fjärilsart som beskrevs av George Thomas Bethune-Baker 1904. Euproctis parallelaria ingår i släktet Euproctis och familjen tofsspinnare. Inga underarter finns listade i Catalogue of Life.